# فارس الجهني (لاعب كرة قدم مواليد 2002)
فارس سعيد الجهني لاعب كرة قدم سعودي ، يلعب كحارس مرمى في نادي جدة.